# 라브랑 사원

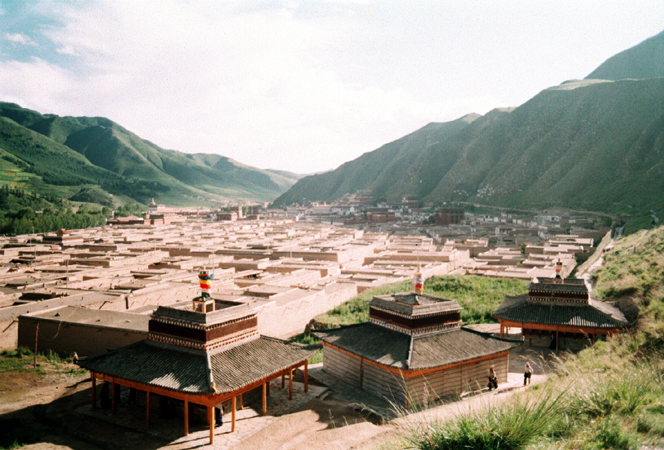

라브랑 사원(བླ་བྲང་བཀྲ་ཤིས་འཁྱིལ་)은 티베트 불교 겔룩파의 6대 사원 중 한 곳으로 암도 지역(칭하이성 간난 티베트족 자치주 샤허현)에 있다. 티베트 자치구 이외 지역에서 가장 승려가 많은 사원이다. 란저우시에서 차로 4시간 쯤 걸린다. 20세기 초 라브랑 사원은 암도 지역에서 가장 크고 영향력 있는 사원이었다.

## 근황
2008년 티베트 소요 사태가 일어났던 3월, 군경이 지역민들의 사원 접근을 차단하여 승려들이 억류된 적이 있었다.